# 5187 Domon
5187 Domon este un asteroid din centura principală de asteroizi.

## Descriere
5187 Domon este un asteroid din centura principală de asteroizi. A fost descoperit pe 15 octombrie 1990 la Kitami de Kin Endate și Kazuro Watanabe. El prezintă o orbită caracterizată de o semiaxă mare de 2,93 ua, o excentricitate de 0,07 și o înclinație de 3,0° în raport cu ecliptica.